# Away (série télévisée)
Pour les articles homonymes, voir Away.
Away ou Loin au Québec, est une série télévisée de science-fiction américaine en dix épisodes d'environ 53 minutes créée par Andrew Hinderaker et diffusée à l'international le 4 septembre 2020 sur Netflix.

## Synopsis
La série suit l'histoire de l'astronaute américaine Emma Green (Hilary Swank) qui s'apprête à prendre le commandement de la première expédition sur Mars. Elle doit assumer l'absence de trois ans qu'elle impose à son mari (Josh Charles) et à sa fille adolescente (Talitha Bateman) à un moment où ils ont le plus besoin d'elle,.

## Distribution

### Acteurs principaux
- Hilary Swank (VF : Marjorie Frantz) : Emma Green, astronaute américaine et commandante de la mission
- Josh Charles (VF : Pierre Tessier) : Matt Logan, mari d'Emma et ingénieur de la NASA
- Talitha Bateman (VF : Kaycie Chase) : Alexis Logan, fille d'Emma et Matt
- Ato Essandoh (VF : Diouc Koma) : Kwesi, astronaute débutant anglo-ghanéen et botaniste
- Mark Ivanir (VF : Féodor Atkine) : Misha Popov, astronaute russe et ingénieur de la navette spatiale
- Ray Panthaki (en) (VF : Laurent Maurel) : Ram Arya, commandant en second de la mission et copilote indien
- Vivian Wu (VF : Magalie Rosenzweig) : Wuang Lu, astronaute chinoise et chimiste

### Acteurs récurrents
- Monique Gabriela Curnen : Melissa Ramirez, l'amie d'Emma qui aide sa famille
- Felicia Patti : Cassie, la fille adolescente de Melissa
- Michael Patrick Thornton (VF : Guillaume Lebon) : Dr Putney, psychologue d'Emma
- Martin Cummins (VF : Maurice Decoster) : Jack Willmore
- Gabrielle Rose (VF : Colette Venhard) :  Darlene Cole, directrice de la NASA
- Brian Markinson : George Lane, un autre chef de la NASA
- Fiona Fu : Li Jun, directrice de la CNSA
- Alessandro Juliani : Dr Lawrence Madigan, le médecin de Matt
- Adam Irigoyen (VF : Martin Faliu) : Isaac Rodriguez, ami d'Alexis

 Source et légende : version française (VF) sur RS Doublage

## Production

### Développement
Le 10 juin 2018, il a été annoncé que Netflix avait donné à la production une commande de série pour une première saison composée de dix épisodes. Les producteurs exécutifs devraient être Jason Katims, Matt Reeves et Adam Kassan. Les sociétés de production impliquées dans la série sont True Jack Productions, 6th & Idaho et Universal Television. Le 19 octobre 2018, il a été rapporté qu'Edward Zwick avait rejoint la production en tant que producteur délégué et qu'il dirigerait le premier épisode de la série.
Le 20 octobre 2020, la série a été arrêtée et ne comportera donc pas de deuxième saison.

### Choix des interprètes
Le 8 mai 2019, Hilary Swank a été choisie pour jouer le rôle principal. Le 17 juillet 2019, Josh Charles a rejoint la distribution dans un rôle principal. Le 8 août 2019, il a été annoncé que Talitha Bateman, Ato Essandoh, Mark Ivanir, Ray Panthaki (en) et Vivian Wu joueront des rôles principaux dans la série,.

### Tournage
Le tournage de la première saison a commencé le 26 août 2019 et s'est terminée le 5 février 2020 à North Vancouver au Canada.

## Épisodes
1. Ok (Go)
2. Le Point de non-retour (Negative Return)
3. La Moitié du ciel (Half the Sky)
4. D'Excellents chars (Excellent Chariots)
5. Les Chiens de l'espace (Space Dogs)
6. Garder la foi (A Little Faith)
7. Bonsoir, Mars (Goodnight Mars)
8. Signes vitaux (Vital Signs)
9. Spektr (Spektr)
10. Maison (Home)